# Salmové (Wigerichovci)

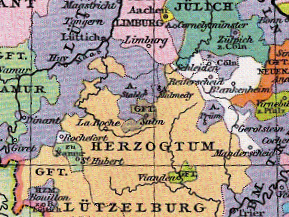
Hrabství Dolní Salm (tmavě hnědě) a hrabství Vianden (zeleně, jižně od Dolního Salmu) kolem roku 1400

Hrabata ze Salmu byla velmi starým šlechtickým rodem pocházejícím z rodu hrabat z Lucemburku z rozvětvené rodiny Wigerichovců. Od 11. do konce 16. století vládla hrabství Salm v dnešní Belgii a Alsasku-Lotrinsku. Rod se psal podle rodového hradu Vielsalm v belgických Ardenách. Koncem 12. století, poté, co Salmové získali statky v oblasti Vogéz, nechali tam založit nový hrad s rodovým jménem Salm. Po vymření hlavní větve rodu v roce 1416, resp. 1600 přešlo hrabství i titul sňatkem na další šlechtické dynastie. Vedlejší větev Salm-Neuburg získala četné statky na Moravě i ve východních Čechách a vymírá po meči teprve v roce 1784. Vedle hrabat ze Salmu, hrabat ze Salm-Blamontu a hrabat ze Salm-Neuburgu existuje či existoval ještě rod Salmů z rodu „Pustinných a porýnských hrabat“, rod Salm-Vianden a rod Salm-Reifferscheidt. Tyto tři rody ale získaly jméno Salmů skrz sňatky nebo dědictví a nepocházejí přímo, tedy v mužské linii, z rodu Wigerichovců. Rod Salm byl ve své hlavní větvi po celou dobu svého trvání výhradně katolický, vedlejší větev Salm-Neuburg přešla v polovině 16. století k luterství, ale počátkem 17. století, ještě před Bílou horou se vrátila ke katolické víře.

## Původ rodu

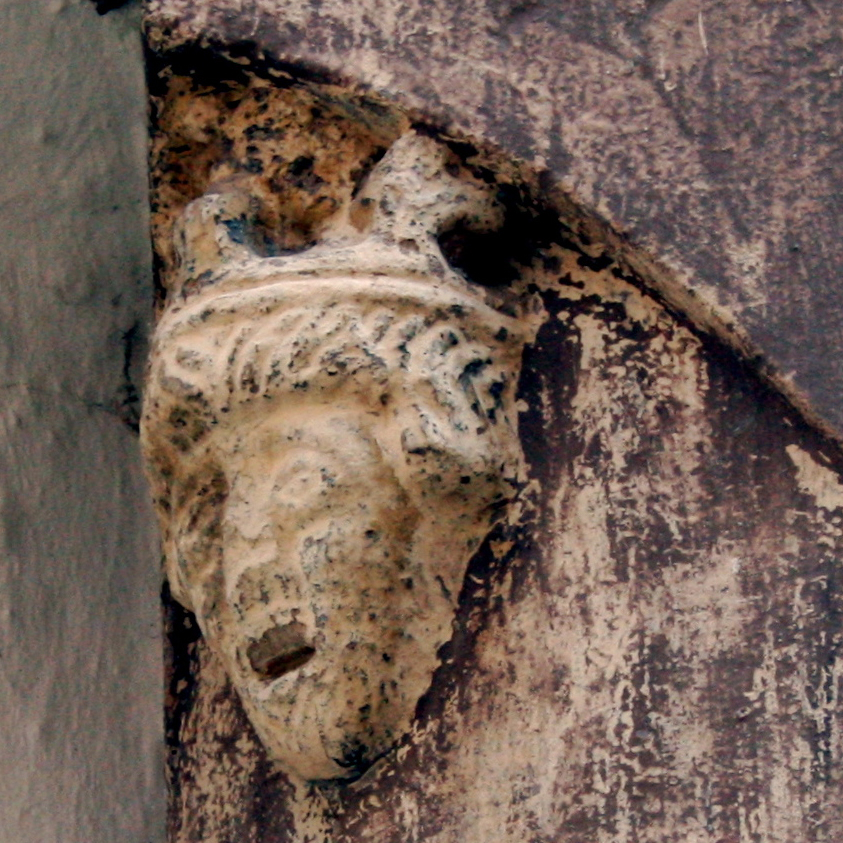
Zpodobnění německého vzdorokrále Heřmana Lucemburského ze Salmu na radnici v Eislebenu

Prvním známým příslušníkem rodu je Wigerich (snad 886 – před 919), župní hrabě (německy Gaugraf) v Bidgau a falckrabí lotrinský (pozdější Rýnská Falc). Byl nejspíše synem ardenského župního hraběte Odoacara/Regniera a manželem jakési Kunigundy (888 či 895 – po 923), jejíž matkou byla princezna Ermentrud Franská (* kol. 870), dcera neustrijského krále Ludvíka II. Wigerich a jeho potomci byli leníky vévodů z Lotharingie (Lotrinska) a posléze získali řadu statků v oblasti pomezí dnešní Belgie, Francie a Německa Stali se také mj. župními hrabaty ardenskými, henegavskými a brabantskými, hrabaty z Verdunu, markrabími antverpskými, hrabaty z Baru a nakonec i horno- a dolnolotrinskými vévody. Wigerichův nejmladší syn Siegfried († 998) se stal prvním hrabětem z Lucemburku, i když se sám tituloval ještě jen jako župní hrabě z Moselgau (Moselské župy). Siegfried byl rovněž fojtem (světským ochráncem) opatství sv. Wilibrorda v Echternachu a sv. Maximina v Trevíru. Siegfried vešel do dějin nejvíce jako podporovatel císařovny-regentky Theofanu. a otec císařovny-manželky Kunhuty Siegfriedův prvorozený syn, Jindřich I. († 1026), se stal vévodou bavorským a otcovy statky zdědil druhorozený Bedřich I. († 1019). Bedřichův nejstarší syn Jindřich II. († 1047) zdědil po bezdětném strýci Bavorské vévodství, druhorozený Bedřich II. († 1065) zdědil po příbuzných Dolnolotrinské vévodství, třetí Adalbero († 1072) se stal biskupem v Metách a nejmladší Giselbert († 1056 nebo 1059) zdědil bývalé župní hrabství Moselgau a od roku 1036 se psal již jako hrabě ze Salmu. Hrad, který byl centrem nového hrabství, stál v oblasti, kde se již od 5. století těžilo zlato. Za Giselbertovy vlády, v letech 1034 a 1035 jsou v okolí listinně doloženy majetkové převody mezi Giselbertem a opatstvím ve Stavelotu (něm. Stablo) Starší z Giselbertových dvou synů, Konrád I. († 1086), se jako první z rodu psal jako hrabě lucemburský. Mladší syn Heřman Lucemburský, v rodové linii vedený jako Heřman X. († 1088), se stal hrabětem ze Salmu a vlastním zakladatelem rodu Salmů. Byl také německým vzdorokrálem jako protivník Jindřicha IV., císaře Svaté říše římské.

## Hrabata na Salmu, Horním Salmu a hornosalmském Badenweileru

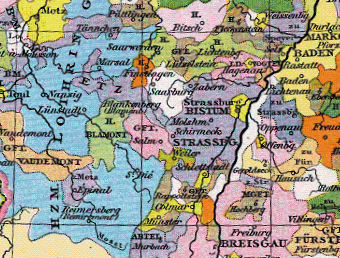
Horní Salm (růžově uprostřed), panství Blamont (zeleně, záp. od Horního Salmu) a panství Püttlingen (hnědě nahoře) kolem roku 1400

### Hrabství Salm
Heřman X. ze Salmu se roku 1081 nechal v Ochsenfurtu prohlásit švábskou a saskou šlechtou za římsko-německého krále v době, kdy právoplatný císař, Jindřich IV., pobýval v Itálii. Téhož roku byl Heřman v Goslaru korunován z rukou mohučského arcibiskupa, a stal se tedy vzdorokrálem. Heřmanův bratr Otto (1059–1150), který se rovněž tituloval jako hrabě ze Salmu, se stal postupně rýnským falckrabím, hrabětem z Rheinecku a hrabětem z Bentheimu. Jeho větev však vymřela již jeho synem Ottou II. († 1148/1149), který se již psal jako hrabě z Rheinecku a ne jako hrabě ze Salmu, a který byl zavražděn stoupenci Hermanna ze Stahlecku, který s ním zápasil o Rýnskou Falc. Syn římského krále Heřmana ze Salmu, hrabě Heřman II., se zřejmě účastnil královské volby Konráda III. roku 1125 a oproti otci vsadil opět na spolupráci s panovnickou dynastií. Jeho bratr Jindřich I., hrabě ze Salmu a Langensteinu (cca 1105–1163), získal statky ve Vogézském pohoří, která koupil od opata kláštera v Sennones, budoucí Hrabství Horní Salm (německy Obersalm). Heřman II. dělí rodový majetek mezi svého bratra Jindřicha I. Jindřicha II. a svou dceru Alžbětu († po 1200) provdanou za hraběte Bedřicha II. z Viandenu († 1187) z rodu, který byl spřízněn se samotnými Kapetovci, Jindřich II. (cca 1160–1200 či 1204), který zdědil po otci Jindřichu I. Horní Salm a rozšířil jej ještě o panství Viviers, založil větev na Horním Salmu a zajistil tak pokračování rodu. Jeho starší syn, Jindřich III. († 1246) postavil v letech 1205–1215 v Horním Salmu nový hrad s rodovým jménem Salm. Vyplacením místních lenních pánů, knížat-biskupů v Metách, získalo Hornosalmské hrabství mezi lety 1250 a 1258 říšskou bezprostřednost. Mladší ze synů, Frederik I., se musel obejít jen s menší částí dědictví a odešel proto na západ, kde založil lotrinskou větev pánů z Blamontu (německy Blankenberg), jež vymřela po meči Ludvíkem z Blamontu v roce 1515). Naproti tomu dcera Heřmana II., Alžběta, provdaná za Bedřicha II., hraběte z Viandenu, zdědila statky v Ardenách a na lucemburském pomezí se starým rodovým hradem Vielsalm, kde vzniklo tzv. Hrabství Dolní Salm (německy Niedersalm, jméno jej odlišovalo od Horního Salmu), ve kterém napříště vládla „nepravá“ větev Salmů, hrabata ze Salm-Viandenu. Do rodu Viandenů se provdala i hraběnka Mechthilda († 1200), dcera Jindřicha I. ze Salmu, jejímž manželem se stal viandenský hrabě Bedřich III. Potomci Bedřicha II. z Viandenu a Alžběty ze Salmu vládli v Dolnosalmském hrabství do roku 1416, kdy rod vymřel a hrabství přešlo závětí na nejbližší příbuzné, na urozené pány z Reifferscheidtu a Dycku, kteří založili nový rod Salm-Reifferscheidtů.

### Hrabství Horní Salm

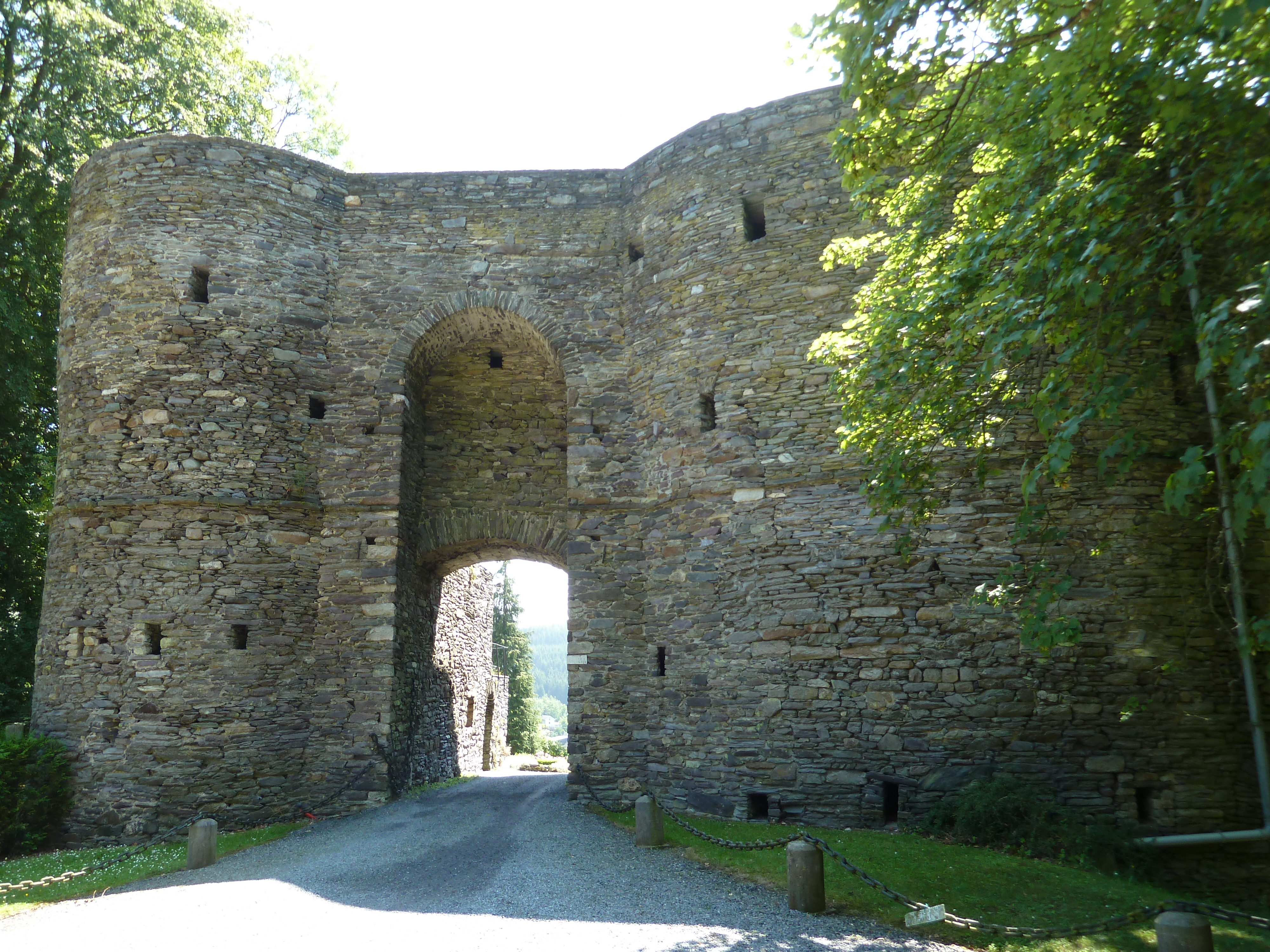
Hrad Salmchâteau v ardenském Vielsalmu, původní sídlo rodu

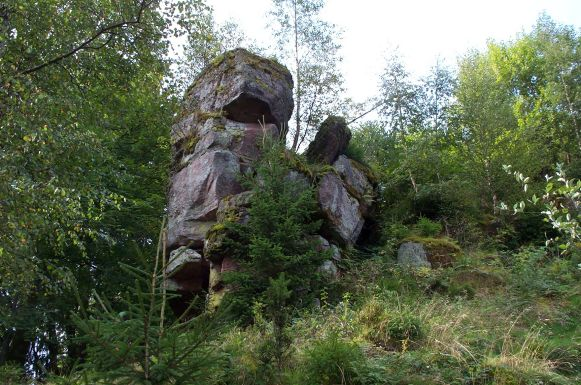
Zřícenina hradu Salm v La Broque ve Vogézách, založeného na počátku 13. století jako sídelního hradu Hornosalmského hrabství

Větev na Horním Salmu založil syn Jindřicha I., Jindřich II. Jeho syn Jindřich III. († 1246), postavil v l. 1205–1215 nový hrad s rodovým jménem Salm. Vyplacením místních lenních pánů, knížat-biskupů v Metách, získalo vogézské panství mezi lety 1250 a 1258 říšskou bezprostřednost a stalo se říšským hrabstvím Horní Salm. Rodová linie pokračovala v osobě Jindřicha IV. († 1292/93), který se roku 1242 oženil s Laurou († 1269), dcerou hraběte z Blieskastelu, dědičkou říšského hrabství (též zvané jen panství) Püttlingen v severním Lotrinsku (dnes Puttelange-aux-Lacs v departementu Mosele), říšské panství Hunolstein (v roce 1280 se stalo trevírským arcibiskupským lénem a roku 1296 bylo arcibiskupům prodáno) a trevírského arcibiskupského léna Bernkastel (prodáno arcibiskupům ještě za života Jindřicha IV.). Teprve z dob synů a vnuků Jindřicha IV., přesně z let 1307–1362 máme doloženy první stopy po rodovém hradu Vielsalm. Starší opevnění a hradní budovy jsou pravděpodobné, avšak nejisté. Po smrti Jindřicha IV., následoval na hraběcím stolci jeho syn Jan I. († 1330) a po něm vnuk Simon I. († 1346), který zdědil většinu salmských panství, zatímco jeho mladší bratr Mikuláš († 1343) zdědil Püttlingen a Viviers, ovšem jím založená rodová větev vymřela již Mikulášovým jediným synem, Janem III. ze Salm-Püttlingenu († 1368) a statky znovu připadly hlavní rodové linii. Syn Simona I. z hlavní větve Jan II. († cca 1400), se oženil se s Phillipou z Falkenburgu, vdovou po Gotfriedovi z rodu hrabat z Loonu, následníkovi v hrabství Chiny. Sňatkem tak v roce 1358 zdědil následnická práva na hrabství Chiny, které se ovšem aktuálně nacházelo v rukou pánů z Heinsbergu – dědiců po chinyjské větvi Loonů. Svá dědická práva na Chiny ovšem Jan II. roku 1362 prodal Arnoldovi (fr. Arnoul) z Rumigny, který je opět roku 1364 postoupil za finanční kompenzaci vévodovi Václavu Lucemburskému. Přestože Jan II. v Chiny nikdy fakticky nevládl, nesl v letech 1358–1364 titul zdejšího hraběte, dokud nebyl vévodou Václavem přinucen se titulu vzdát. Janův syn, Simon II. († 1397) získal roku 1396 svobodné říšské panství Ravenstein v dnešním Nizozemsku, ovšem již následující rok bylo panství ztraceno a po bitvě u Kleverhamme přešlo na hrabata z Kleve a Marky. Vnoučata Jana II., Johanna (Jeanette) a její bratranec Jan VI. (1431–1485) si v roce 1475 opět rozdělili Hornosalmské hrabství. Jan VI. zdědil západní část hornosalmského hrabství kolem Badenweileru/Badonvilleru, dále panství Blamont a lotrinské panství Viviers, zatímco Johanna († 1496) východní část Horního Salmu ve Vogézách i s hradem Salm a městem Sennones a také říšské hrabství/panství Püttlingen. Johanna se roku 1459 provdala za Jana V., „pustinného a porýnského hraběte“ (německy Wild- und Rheingraf) ze Steinu a na Dhaunu a Kyrburgu (1436–1495), který tímto sňatkem získal dědičný titul hraběte ze Salmu.

### Hrabství Salm-Badenweiler
Jan VI. ze Salmu, vládce na zbytku Horního Salmu spojuje svou kariéru s dvorem lotrinských vévodů a stává se lotrinským nejvyšším dvorským maršálkem, také získává titul barona z Viviers v Lotrinském vévodství. Janovým dědicem zbytkového hrabství Horní Salm, tzv. hrabství Salm-Badenweiler (dnes Badonviller ve Francii), se stává jeho nejstarší syn, Jan VI. († 1505), zatímco druhorozený ze tří synů, Niklas (Mikuláš) vstupuje do císařské armády a zakládá větev Salm-Neuburg. Janovi VII. († 1548), synu Jana VI. z hlavní rodové linie, se podaří získat úřad nejvyššího lotrinského maršálka pro rod dědičně. Ovšem již v osobě jeho nejstaršího syna, Jana VIII. († 1600), který se stal mj. guvernérem lotrinského města Nancy, rod vymírá po meči a Jan VIII. odkazuje své bezprostřední říšské statky Lotrinskému vévodství. Posledním členem hlavní větve rodu vůbec je pak Kristina Kateřina (1572–1632), dcera Janova nejmladšího bratra Paula (zem. 1584), která se provdala za vévodu Františka II. Lotrinského. S ní hlavní rodová pošlost vymřela v roce 1632 také po přeslici.

## Hrabata ze Salm-Neuburgu

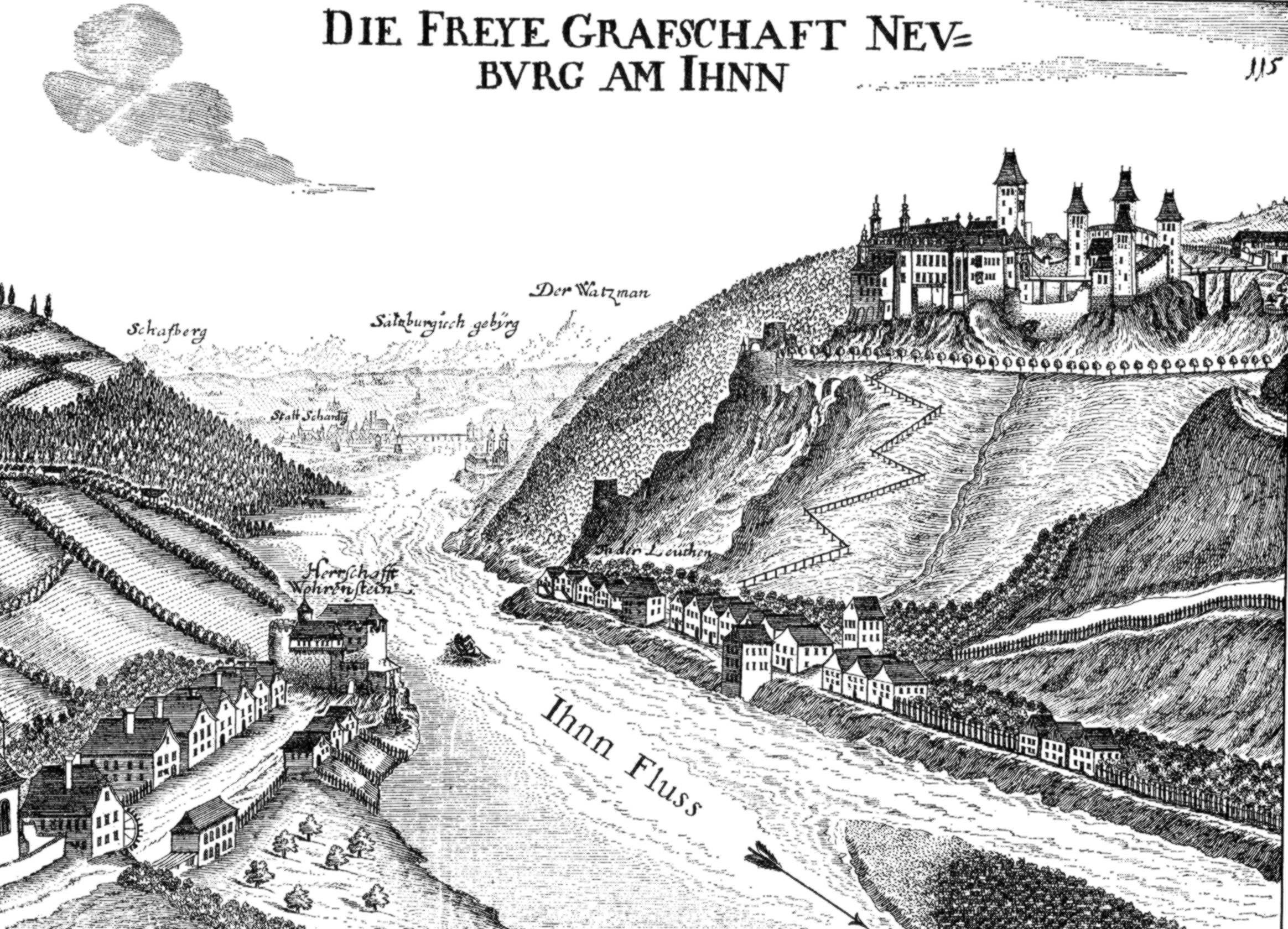
Pohled na Hrabství Neuburg na Innu od Georga Matthäuse Vischera z roku 1674.

Pokračování rodu však zajistil císařský polní maršálek, Niklas ze Salmu. Ten se proslavil ve vojenských službách císařům Maxmiliánovi I. a Karlovi V., kde se vyznamenal např. v bitvě u Pavie, kde se císařským podařilo zajmout francouzského krále Františka I. nebo při prvním tureckém obléhání Vídně roku 1529. V roce 1502 získal sňatkem panství Marchegg na Moravském poli. Niklasův mladší syn Wolfgang (1514 – 5. prosince 1555) byl zvolen knížetem-biskupem pasovským, zatímco starší syn Mikuláš (II.) (1503 – 5. července 1550), pokračovatel rodu a stejně jako otec válečník na tureckém bojišti, se stal habsburským místodržícím a polním hejtmanem v Uhrách. Roku 1528 získal od krále Ferdinanda říšské bezprostřední hrabství Neuburg am Inn jako rakouské léno. V letech 1543–1549 držel hrad s panstvím v Trenčíně.
Po hrabství Neuburg se pak on i jeho potomci psali jako hrabata ze Salm-Neuburgu a rod držel Neuburg až do roku 1654.

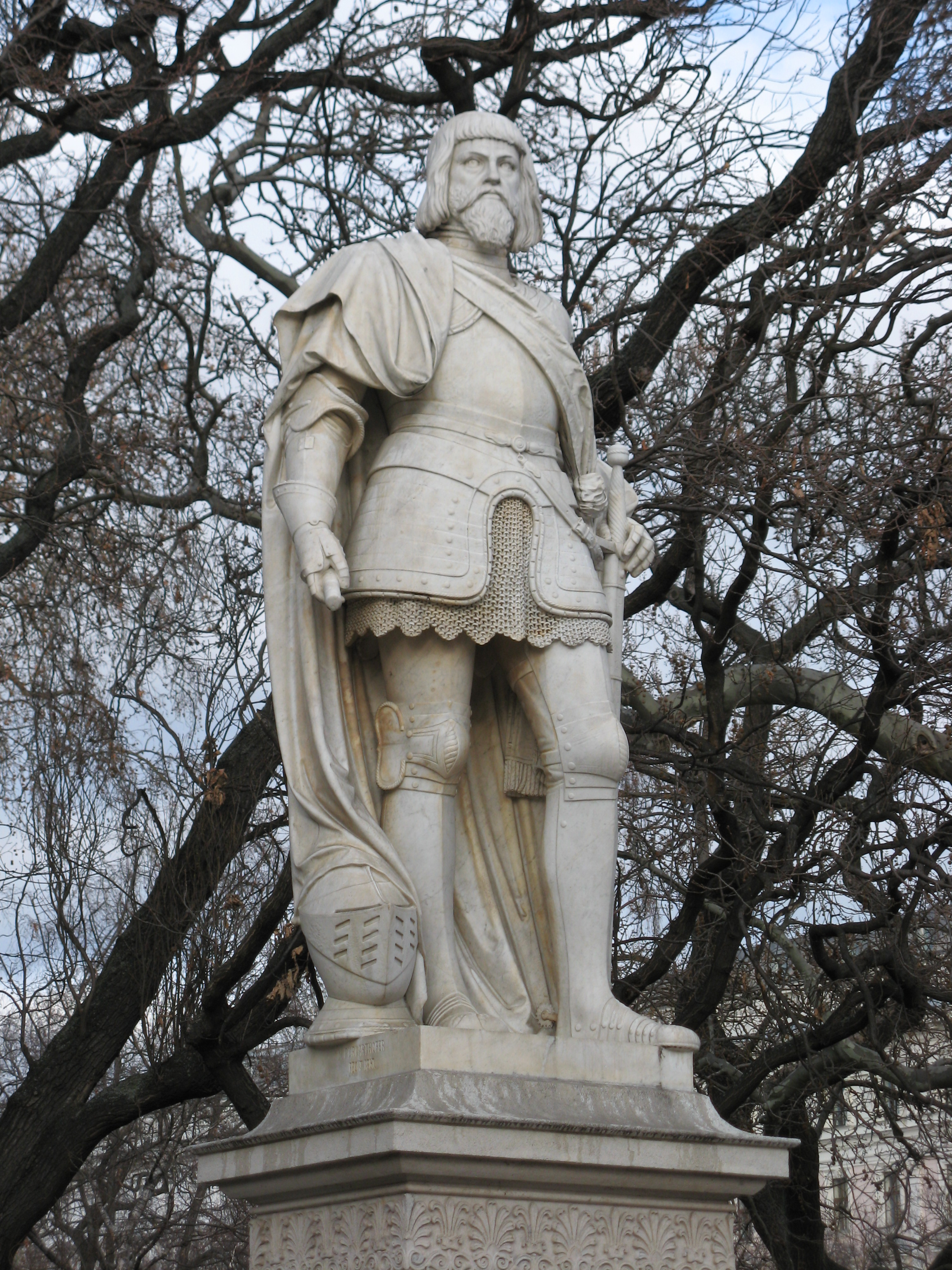
Socha Niklase ze Salmu na vídeňském Rathausplatzu (autor: Mathias Purkartshofer), 1867

Syn Mikuláše II., Mikuláš III. (cca 1529 – 26. listopadu 1580), dvorní a komorní rada a také vojenský velitel pevnosti Kanizsa, získal roku 1567 český inkolát. Obě jeho manželství však zůstala bez potomků a pokračování rodu musel zajistit Mikulášův strýc Julius I. (11. listopadu 1531 – 2. července 1595), který sám získal roku 1576 český inkolát a dokonce se stal moravským zemským hejtmanem. Roku 1594 zakoupil na jižní Moravě panství Velké Pavlovice a Hodonín od Jana z Lipé. Juliův nejstarší syn, hrabě Weichard (1575–1617) roku 1600 vyměnil obě panství s baronem Istvánem Illesházym za panství Tovačov na střední Moravě a sumu peněz. Tovačov byl totiž více vzdálen od oblasti tureckých nájezdů, od kterých si Weichard přál své statky ušetřit. Jeho syn, Julius II. (1600–1654), kterému se podařilo za třicetileté války ubránit hrad Tovačov před Švédy, byl oddaným služebníkem císařů Ferdinanda II. a Ferdinanda III. První z obou císařů zmínil v Obnoveném zřízení zemském Julia mezi pěti privilegovanými českými rody, jimž mělo dědičně náležet v dvorské hierarchii postavení hned za knížaty, dvorskými úředníky, zemskými úředníky z panského stavu a čtyřmi rody, jimž bylo obdobné privilegium uděleno již roku 1625. Od druhého z císařů Julius obdržel 11. října 1637 v Kaiserebersdorfu u Vídně české potvrzení svého hraběcího stavu. Téhož roku zakupuje od knížete Maxmiliána z Ditrichštejna panství Kralice. V Olomouci si nechal postavit velkoryse řešený pozdně renesanční palác, sloužící napříště za hlavní rodovou rezidenci. Sám se stal nejvyšším moravským sudím a poté i moravským zemským hejtmanem. Kariéra jeho syna, Ferdinanda Julia (1650–1697), již byla skromnější, stal se jen přísedícím moravského zemského soudu a roku 1674 krajským hejtmanem Olomouckého kraje za panský stav. Protože nezanechal mužského potomka, určil před svou smrtí za dědice Arnošta Leopolda Ignáce (1683 – 1. ledna 1722) z vedlejší větve rodu.
Tu založil Arnoštův děd, hrabě Karel (1604–1662), mladší bratr Julia II., který po bratrově smrti v roce 1654 zdědil hrabství Neuburg, zatímco Juliův syn Ferdinand Julius se stal dědicem moravských a rakouských panství. Karel ovšem ihned po bratrově smrti Neuburg prodává hraběti Jiřímu Ludvíkovi ze Sinzendorfu za 400 000 zlatých. V osobě Arnošta Leopolda se obě větve rodu znovu spojily, ovšem, protože byl Arnošt v roce 1697 ještě nezletilý, spravoval za něj jeho statky zpočátku otec, František Leopold Ignác (1648 – 11. listopadu 1702). Arnošt rozšiřuje rodový majetek o panství Velké Opatovice, které za 34 000 zlatých koupil od hraběnky Věžníkové. Arnoštův syn Karel Otto Salm-Neuburg (14. května 1709 – 8. prosince 1766) se již natolik integroval do českého, resp. moravsko-slezského prostředí, že ve všech třech svých manželstvích pojal za choť členky starých zemských rodů. Roku 1737 si bere hraběnku Marii Antonii Wengierskou z Ungerschütz (1721 – 18. července 1744), roku 1746 se oženil s hraběnkou Marií Annou Zárubovou z Hustířan (zem. 1753) a roku 1755 s hraběnkou Marií Arnoštkou Pruskovskou z Pruskova (1722–1806). Významně také rozšiřuje rodovou pozemkovou základnu na Moravě. Buduje souvislý územní komplex na tzv. „Malé Hané“, kde postupně kupuje panství Jaroměřice a Jevíčko, obě poblíž Velkých Opatovic. Druhým sňatkem získává východočeské panství Svojanov s pobořeným hradem. Dědictvím po strýci Jakubu Arnoštovi, hraběti z Lichtenštejn-Castelcornu, knížeti-arcibiskupovi salcburském, dědí roku 1747 panství Hertwigswalde v pruském Kladsku, ke kterému patří i ves Bílá Voda na české straně hranice a na Moravě také panství Malenovice s hradem. Jediný syn Karla Oty (narozený z prvního manželství), Karel Vincenc Salm-Neuburg (9. května 1744 – 12. května 1784) vedl velmi nákladný život, na jehož zajištění nestačily ani poměrně rozsáhlé rodové majetky. Nechal adaptovat a upravit malenovický hrad, na kterém provedl první přestavby již jeho otec, ovšem za hlavní rezidenci si zvolil zámek v Pohořelicích, na malenovickém panství, který si nechal sám v l. 1770–1780 nákladně zbudovat. Postupně rostoucí finanční obtíže byly navíc provázeny skutečností, že hrabě zplodil pouze tři dcery a žádného syna, čímž rod přišel o pokračovatele, neboť Karel Vincent byl posledním mužským Salm-Neuburgem. Když se roku 1795 mladší dvě z Karlových dcer provdaly, mizí navždy i rodové jméno Salm-Neuburg. Poručníci dcer po dohodě s nimi roku 1797 prodávají rodové statky, aby bylo možno splatit obrovské dluhy po Karlu Vincentovi. Panství Velké Opatovice, Jevíčko a Jaroměřice přechází mocí rodového fideikomisu na dědický rod Salm-Reifferscheidt-Raitz. Po přeslici rod vymírá s nejstarší dcerou Marií Antonií (16. dubna 1766 – 31. března 1840), provdanou hraběnkou Černínovou z Chudenic.

## Majetek větve Salm-Neuburg
Panství na Moravě
- Panství Velké Pavlovice 1594–1600
- Panství Hodonín 1594–1600
- Panství Tovačov 1600–1715
- Panství Kralice na Hané 1637–1707
- Panství Velké Opatovice 1719–1784
- Panství Malenovice-(Pohořelice) 1747–1795 (1804)
- Panství Jevíčko 1729–1784
- Panství Jaroměřice 1754–1784
- Palác v Olomouci (tzv. Salmův palác)[16]
- Palác v Brně (tzv. Salmovský dům) 1636–?[17]

Panství v Čechách
- Panství Svojanov 1744–1795 (1797)
- Ves Bílá Voda (původně součást panství Hertwigswalde) 1747–1794

Panství v Rakousku
- Panství Marchegg 1502–1583
- Panství Orth an der Donau 1510–1568 – formálně léno řezenského biskupa, druhotně udělené rakouskými arcivévody[18]
- Panství Kreuzenstein 1523–1568
- Panství Trattenegg 1673–1685
- Palác ve Vídni (dnešní Pallaviciniovský) 1526–1559

Panství v Kladsku
- Panství Hertwigswalde (dnes Doboszowice) 1747–1795 (1797)

Panství ve Slezsku
- Panství Štáblovice 1747–1759

Panství ve Svaté říši římské
- Svobodné hrabství Neuburg na Innu (dnes v Bavorsku) 1528–1654

Panství v Horních Uhrách
- Trenčín (1543–1549)

## Galerie

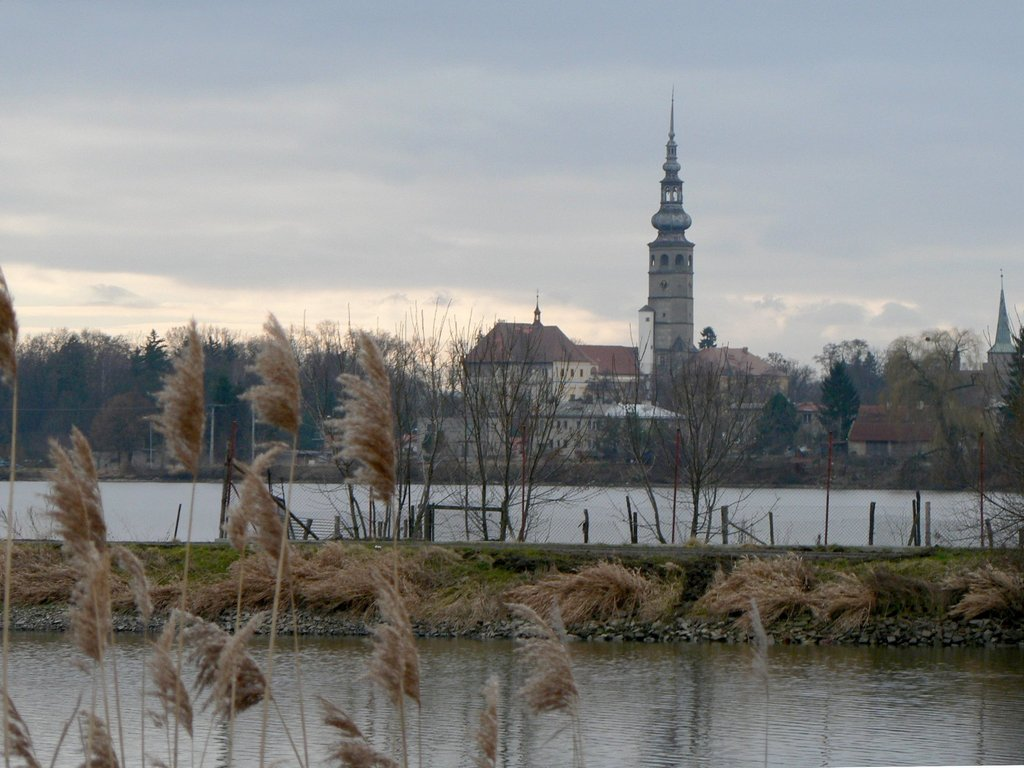
Pohled na zámek v Tovačově od Hradeckého rybníka
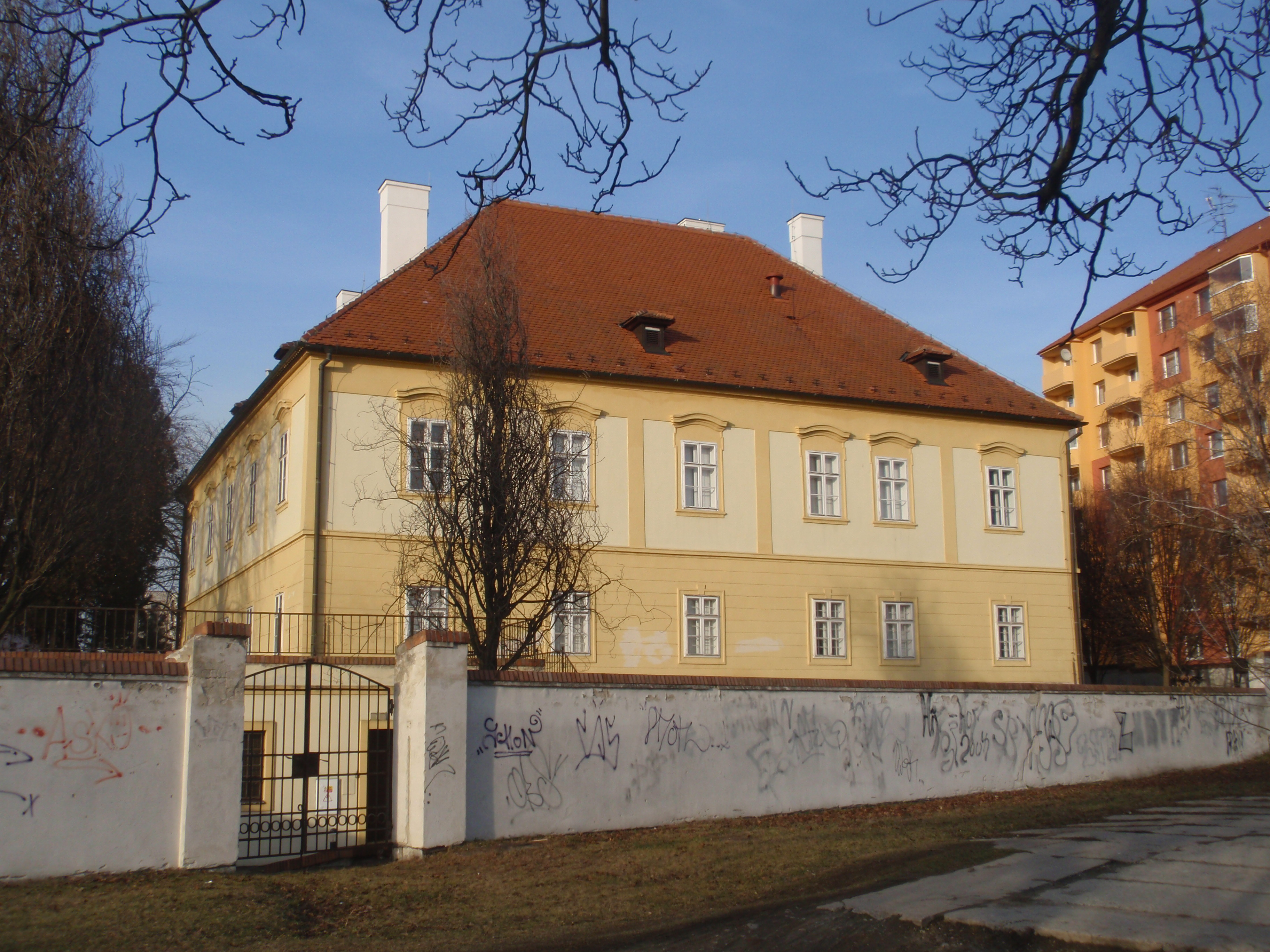
Zámek Hodonín – dnešní stav
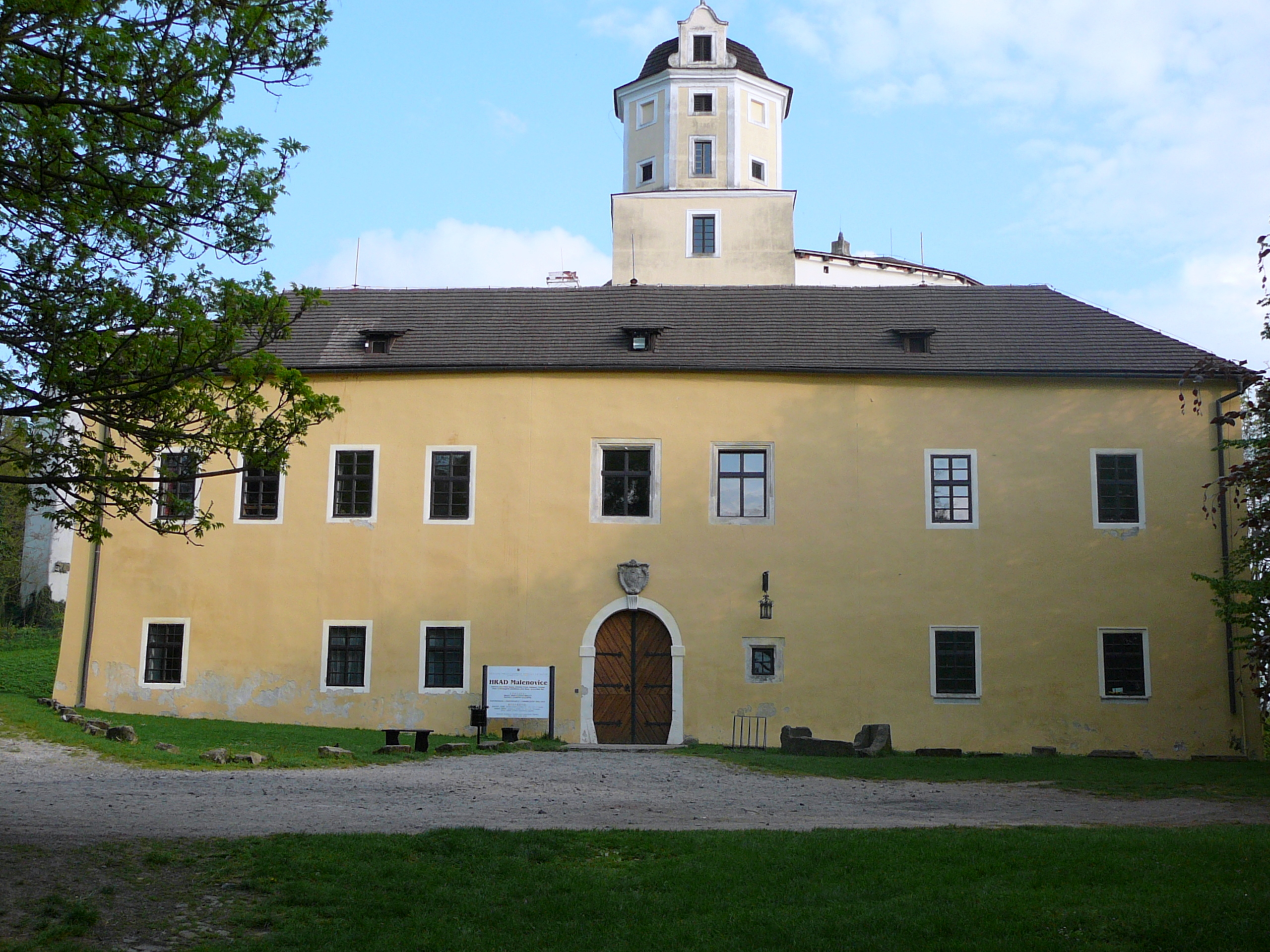
Hrad Malenovice od příjezdové cesty
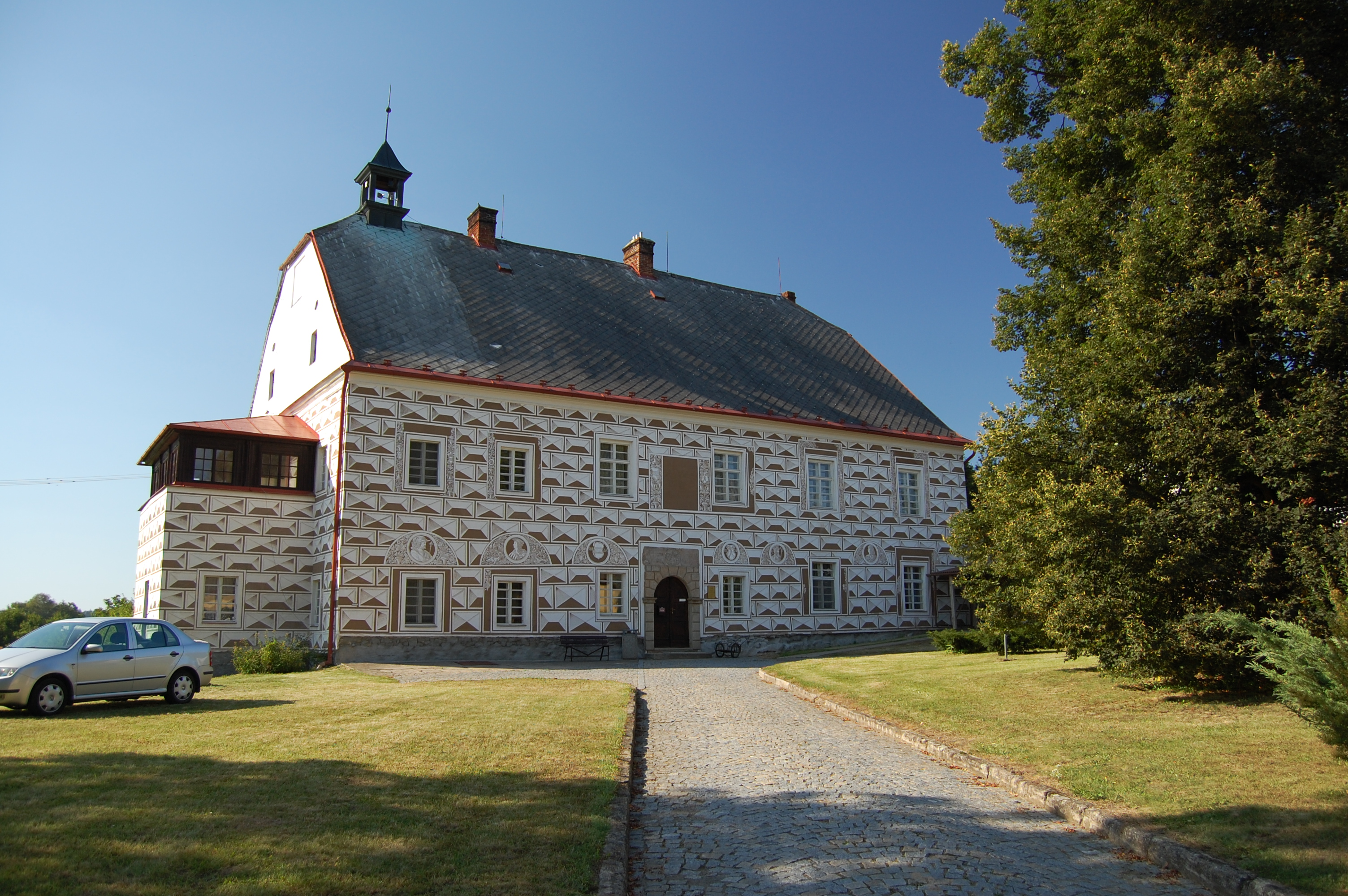
Zámek Jaroměřice
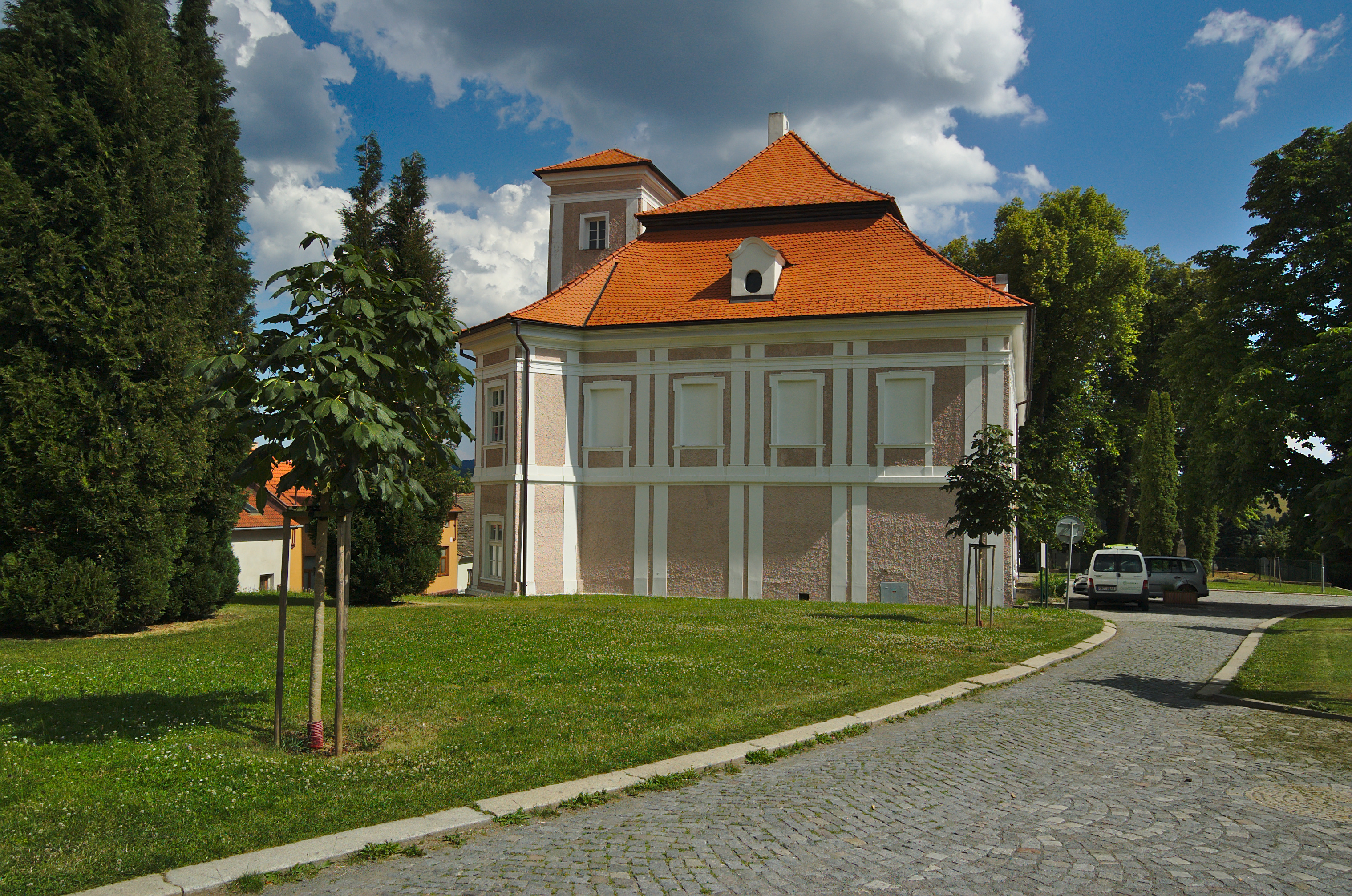
Zámek Jevíčko
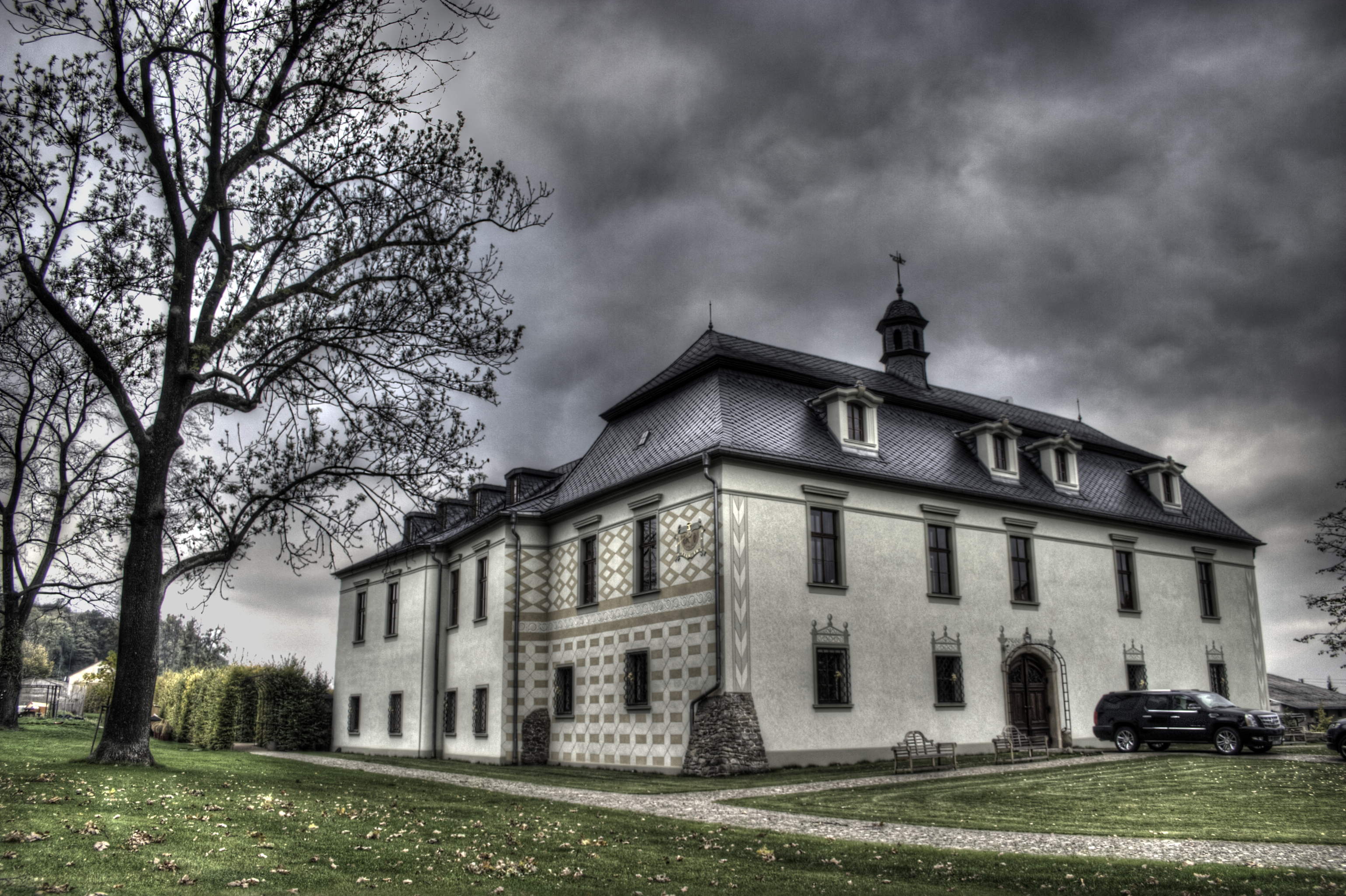
zámek Štáblovice
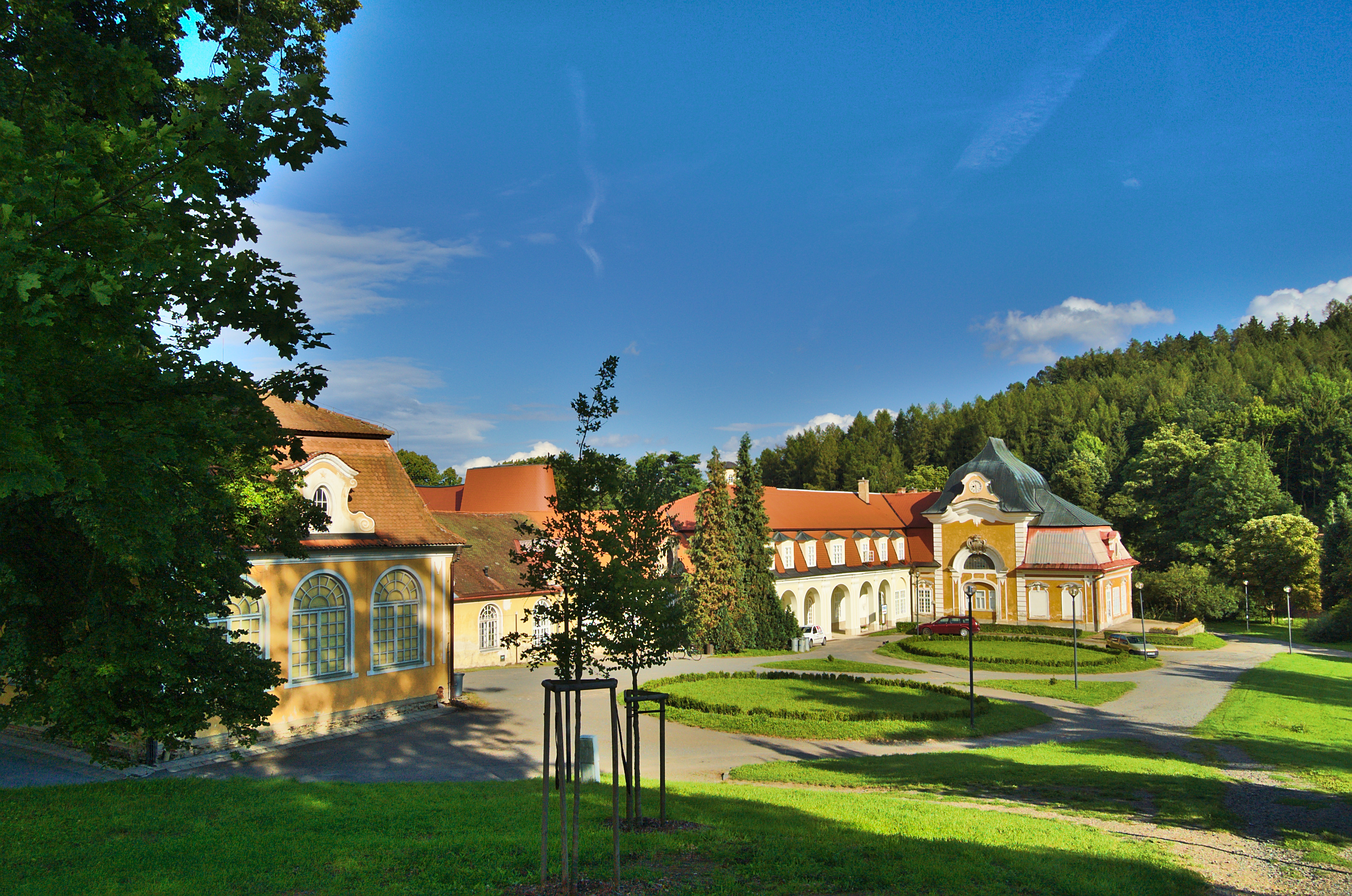
Zámek Velké Opatovice postavený Karlem Otou ze Salm-Neuburgu
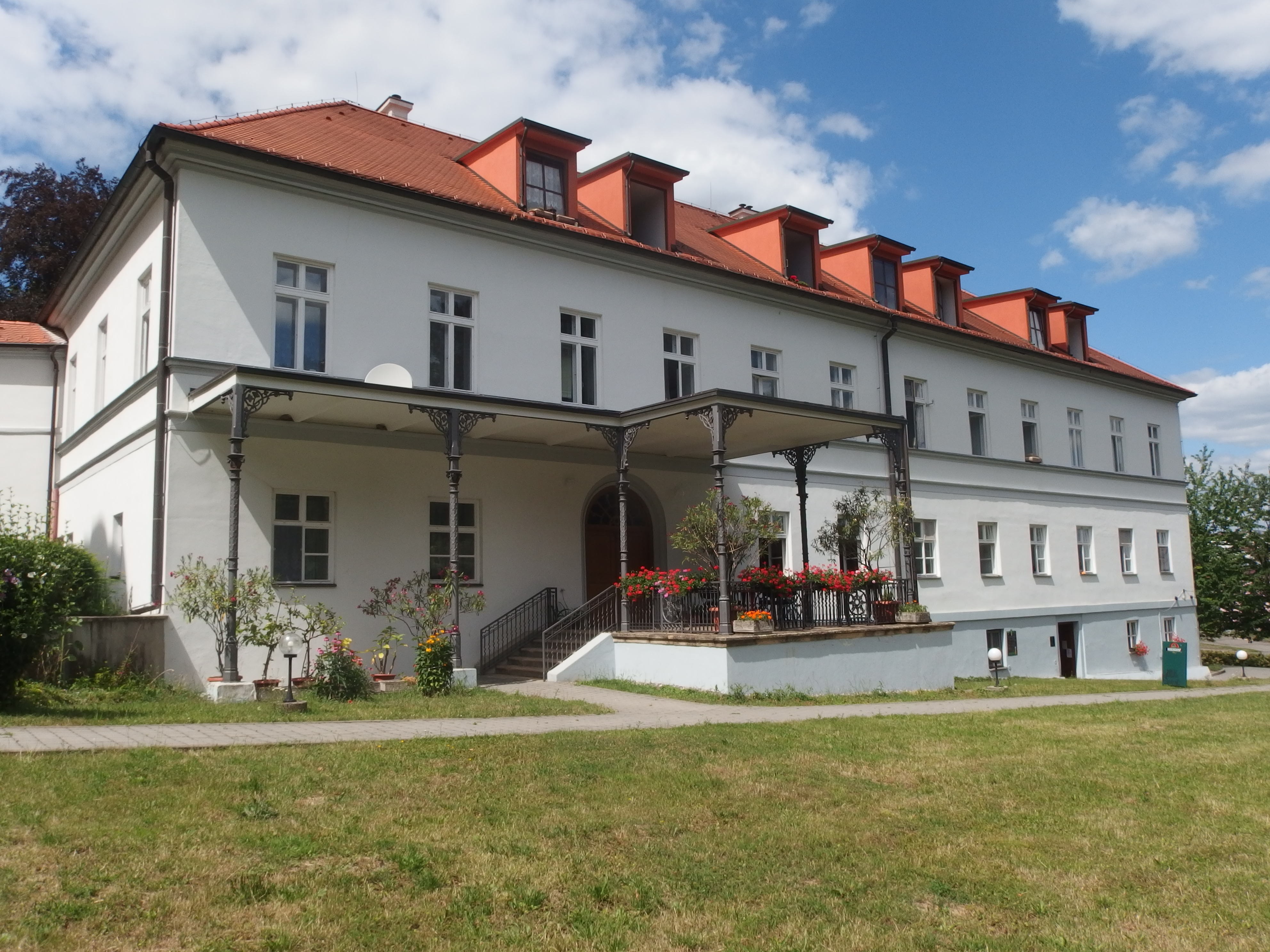
Zámek Pohořelice
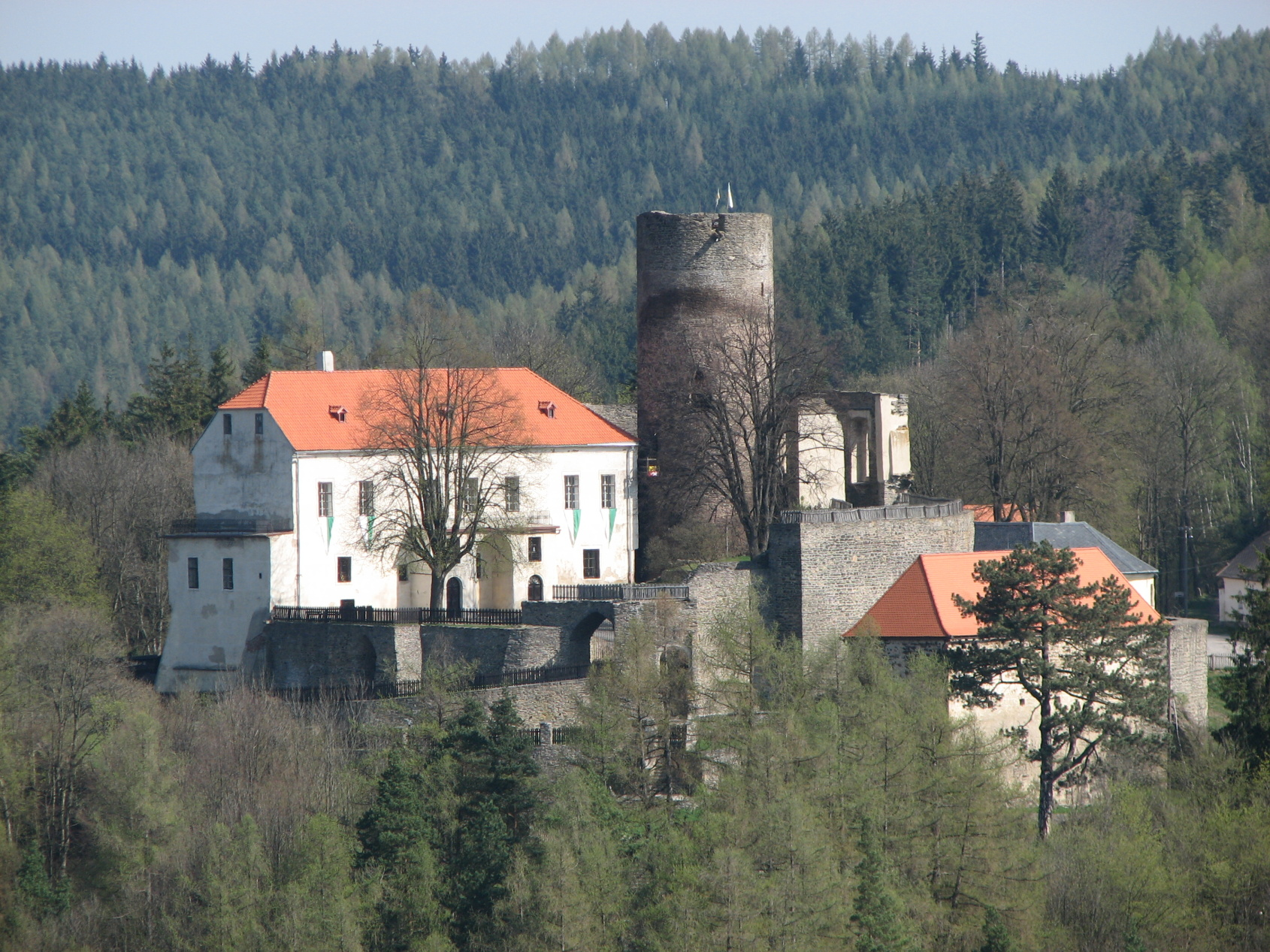
Hrad Svojanov
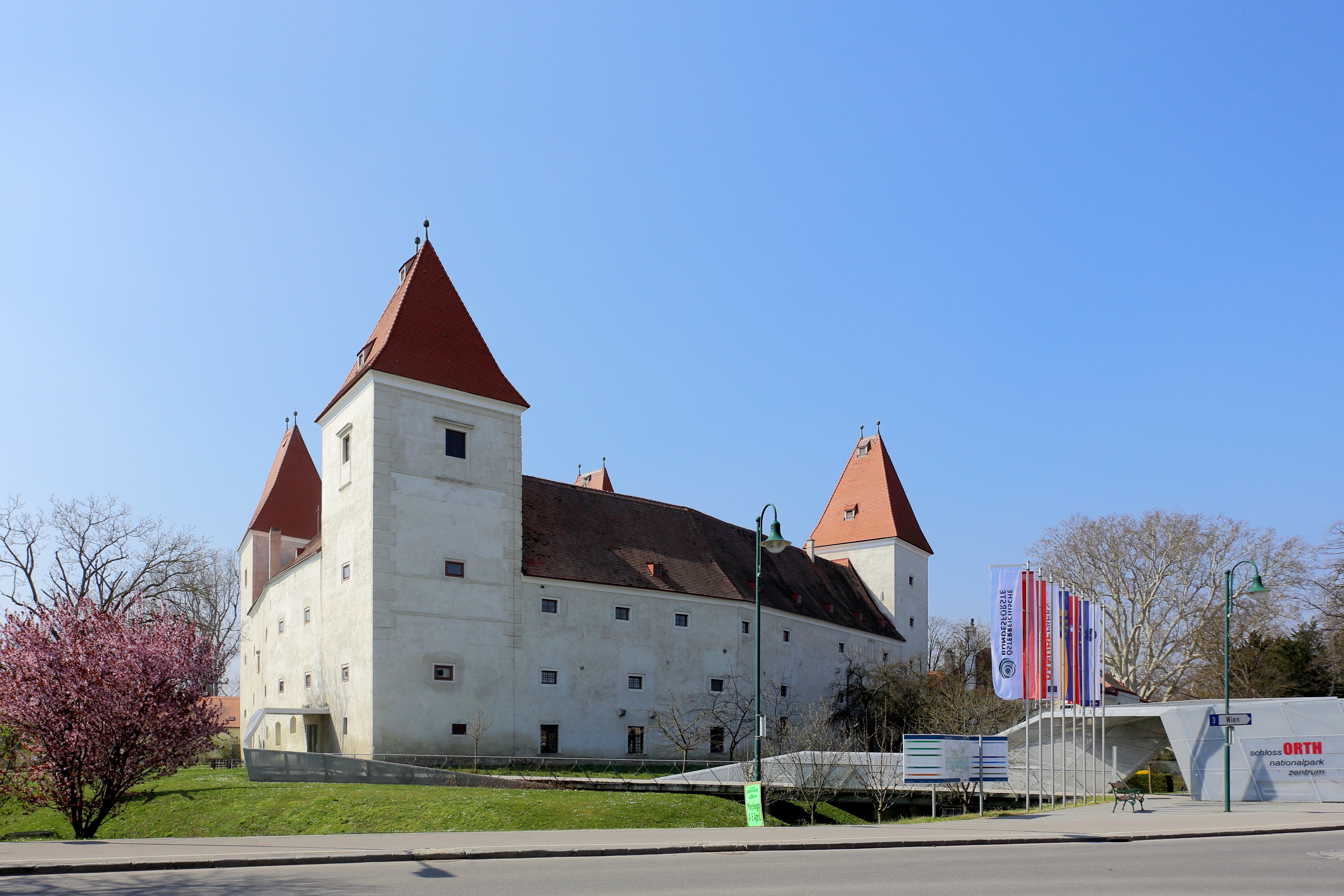
Hrad v Orthu an der Donau
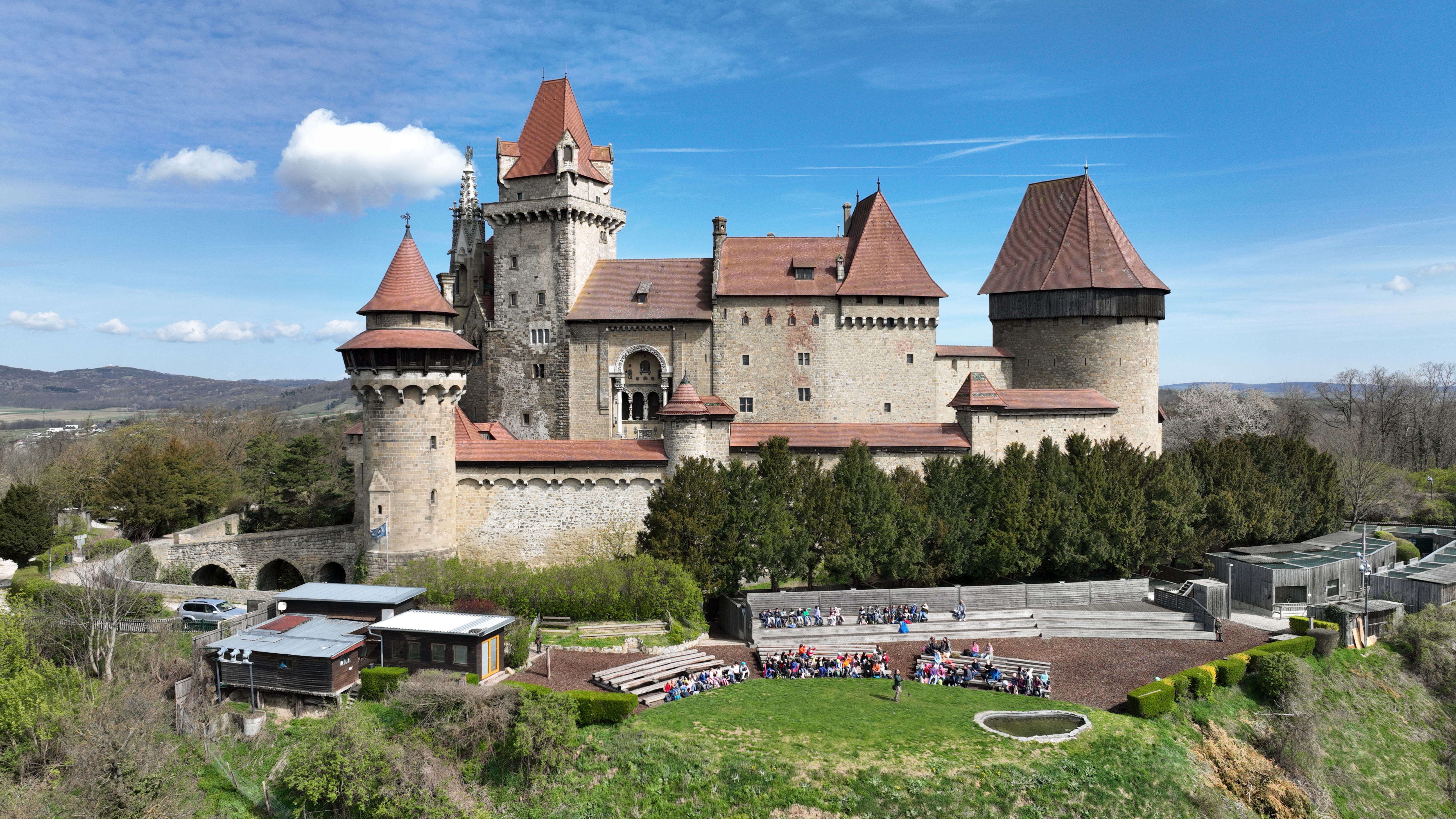
Hrad Kreuzenstein (koncem 19. století zcela přestavěný novogoticky)
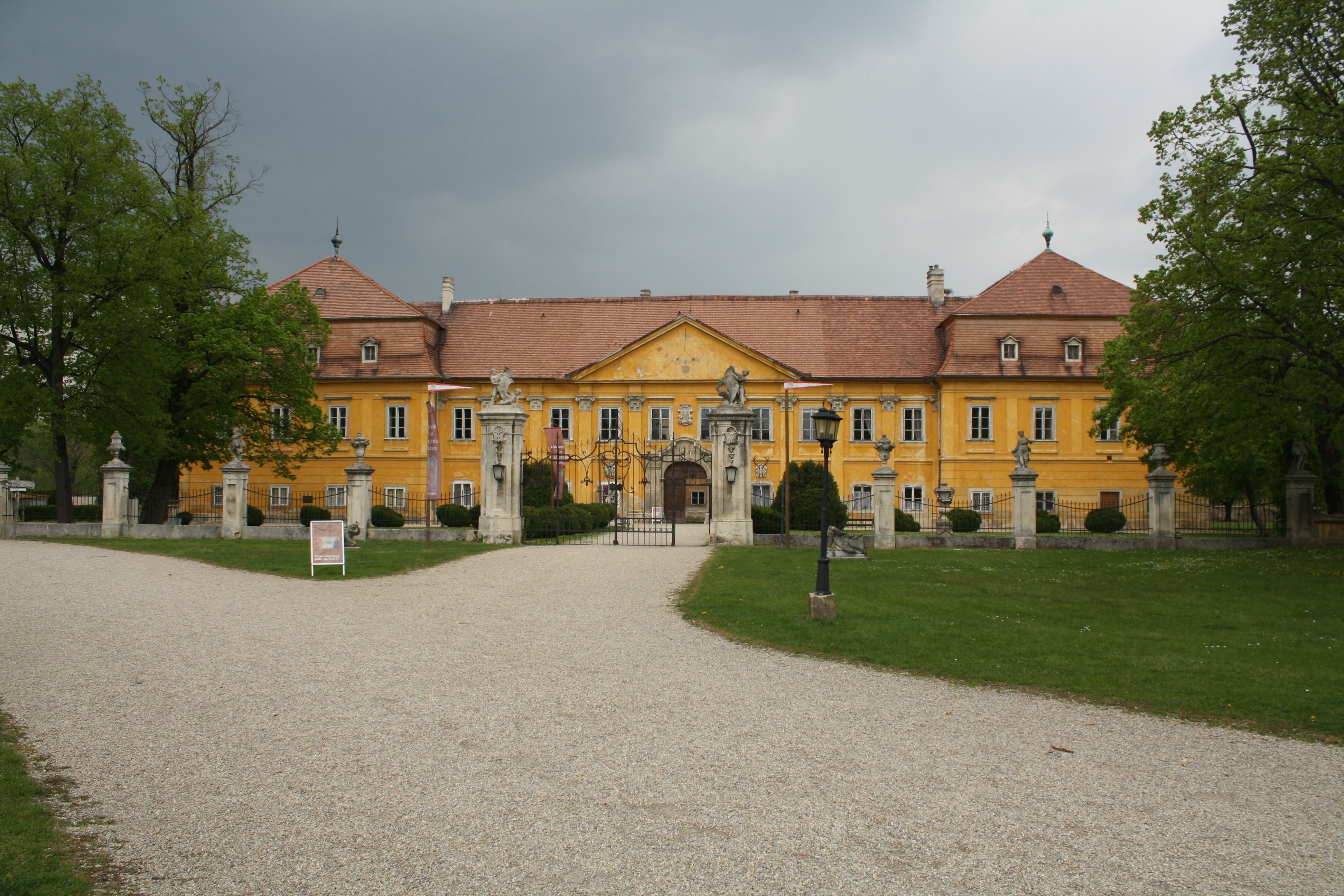
Zámek Marchegg, od doby Salmů přestavěný v duchu pozdního baroka
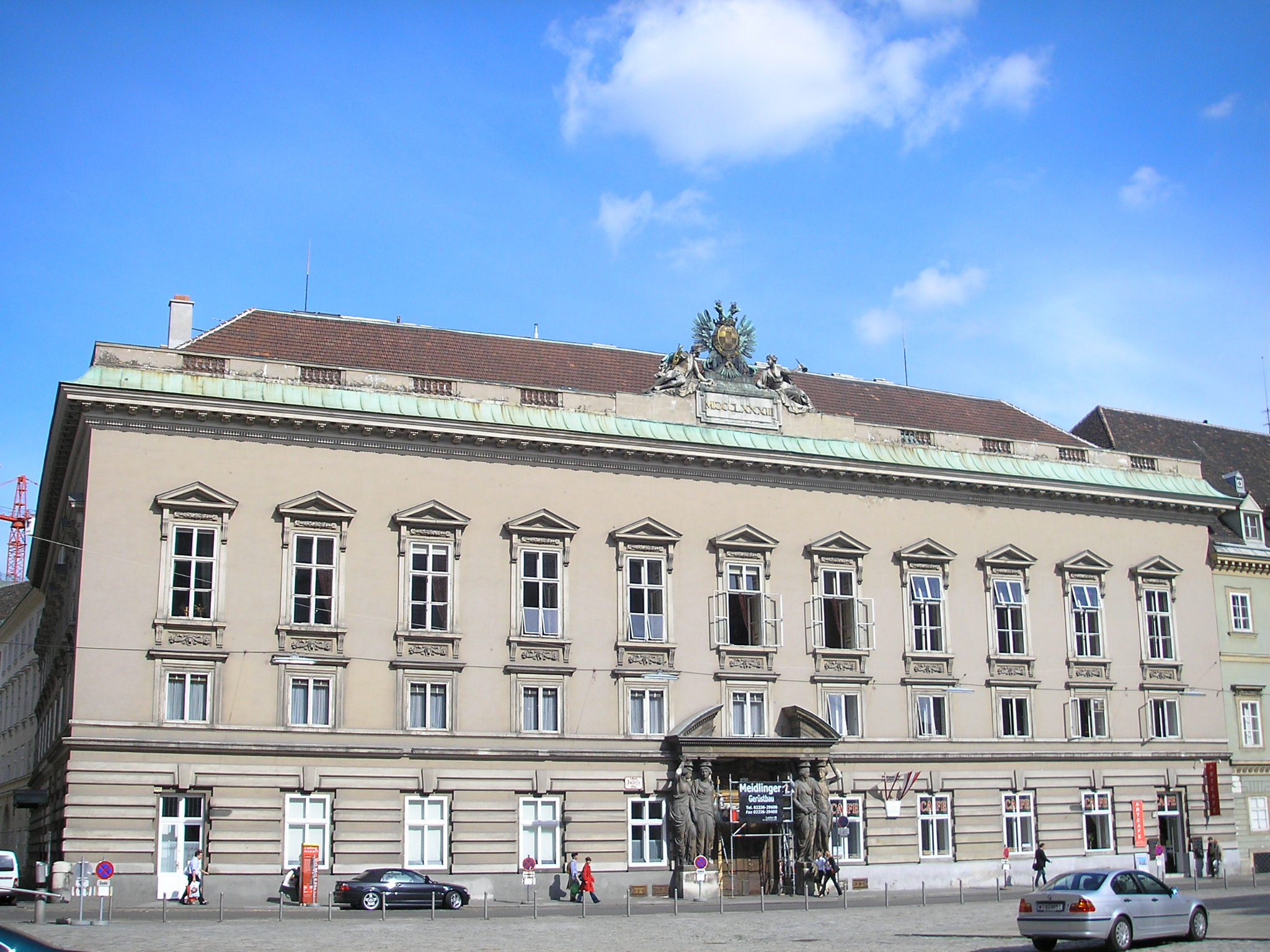
Bývalý palác Salmů ve Vídni po klasicistní přestavbě Pallaviciniů
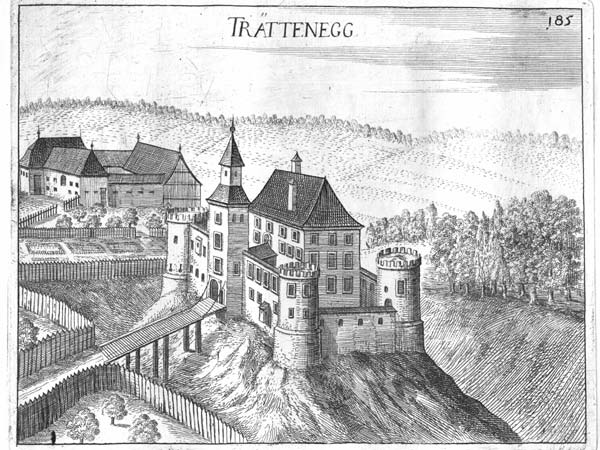
Hrad Trattenegg v roce 1670 (dnes zbořený) na mědirytině G. M. Vischera
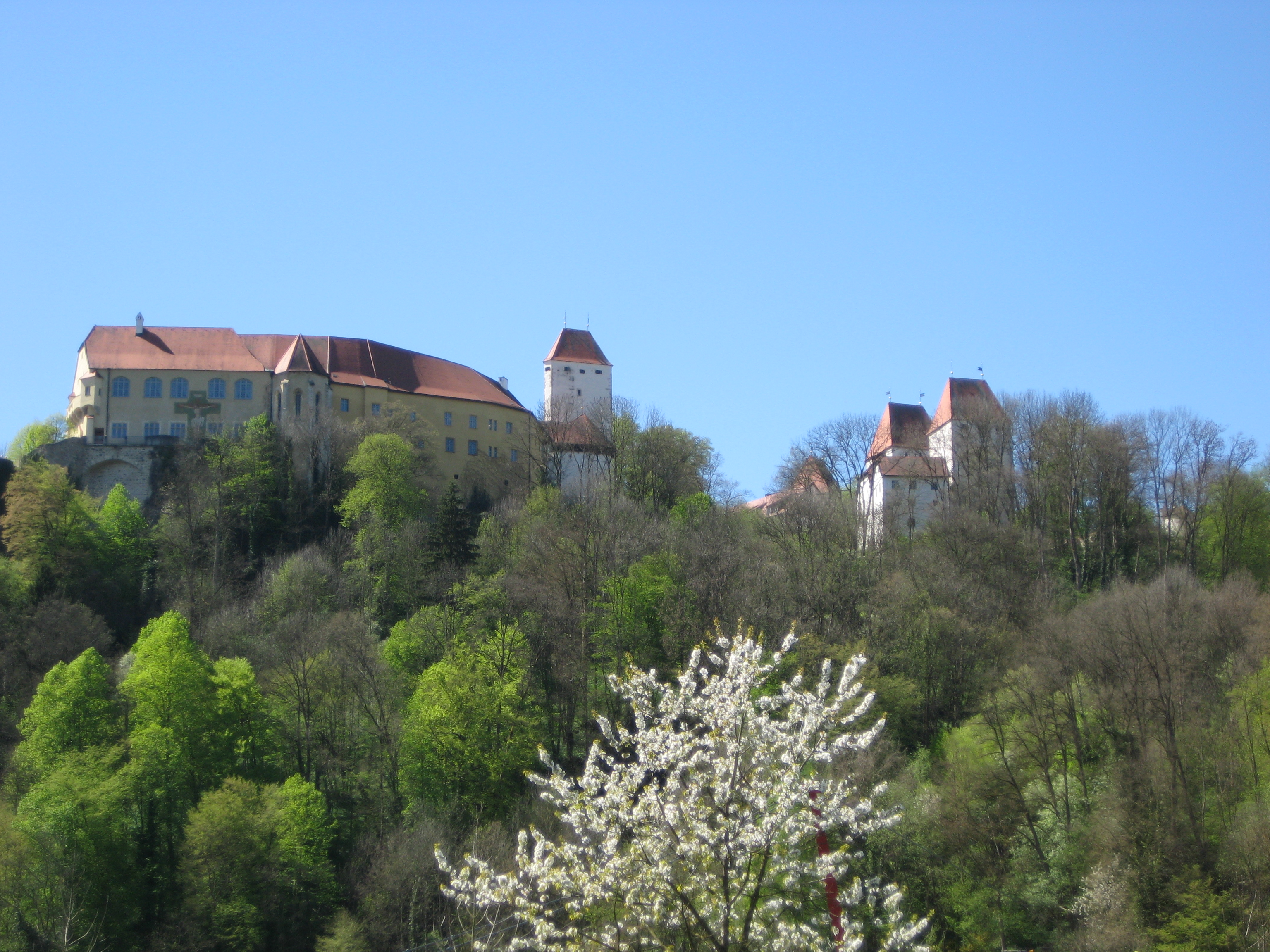
Hrad v Neuburgu na Innu; vpravo předhradí, vlevo hradní jádro
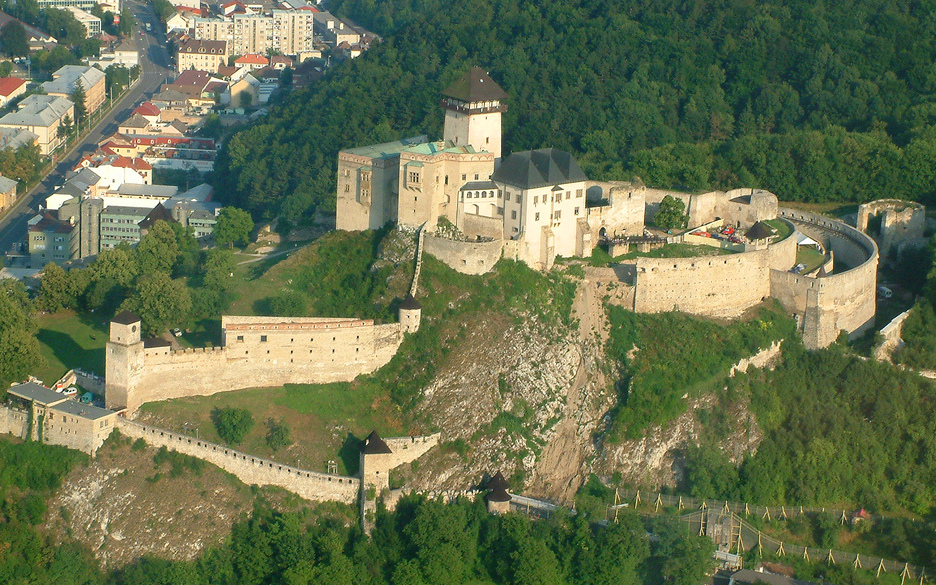
Hrad Trenčín

## Významné osobnosti rodu
- Heřman Lucemburský ze Salmu – vzdorokrál ve Svaté říši římské
- Ota I. ze Salmu (1059–1150) – rýnský falckrabě a hrabě z Rheinecku
- Jan V. ze Salmu (1431–1485) – nejvyšší lotrinský dvorský maršálek
- Mikuláš I. (Niklas) ze Salmu – císařský vojevůdce
- Mikuláš II. ze Salm-Neuburgu (1503–1550) – nejvyšší polní hejtman v Uhrách, vojevůdce
- Wolfgang ze Salm-Neuburgu – kníže-biskup pasovský
- Julius I. ze Salm-Neuburgu (1531–1595) – moravský zemský hejtman
- Julius II. ze Salm-Neuburgu (1600–1654) – moravský zemský hejtman a nejvyšší moravský sudí

## Rodový erb
Erb rodu Salmů je takzvaně „mluvící“. V červeném poli jsou dva odvrácení stříbrní lososi, přičemž výraz pro lososa v dolnoněmeckém dialektu je „Salm“. Název prý pochází od skutečnosti, že lososi, migrující proti proudu řek doplouvali pravidelně až pod hrad Vielsalm, kolébku rodu. Štít je dále poset stříbrnými kříži, které jsou kombinací petrského a křížkového kříže. Poté, co Salmové přesídlili do Horního Salmu, změnili tyto kříže ve svém erbu na zlaté řecké kříže (tento znak Hornosalmského hrabství posléze převzali do svého erbu Salmové z rodu „Wild- und Rheingrafen“. Větev Salm-Neuburg užívala erbovní štít čtvrcený, kde vedle původního znaku hrabství Horní Salm přibyl též znak hrabství Neuburg na Innu: na stříbrném poli červený gryf držící zajíce.

Původní rodový erb
Znak hrabství Chiny
Starší erb hornosalmské linie po rozdělení rodu
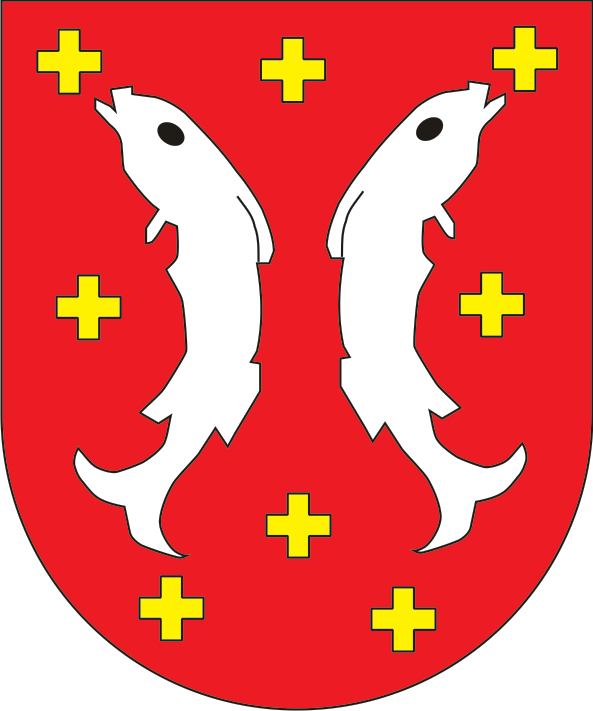
Novější erb hornosalmské linie po rozdělení rodu
Erb větve ze Salm-Blamontu (Blankenbergu)
Erb větve na Püttlingenu a Viviers
Znak panství Ravenstein
Znak hrabství Neuburg
Kombinovaný erb rodu Salm-Neuburg
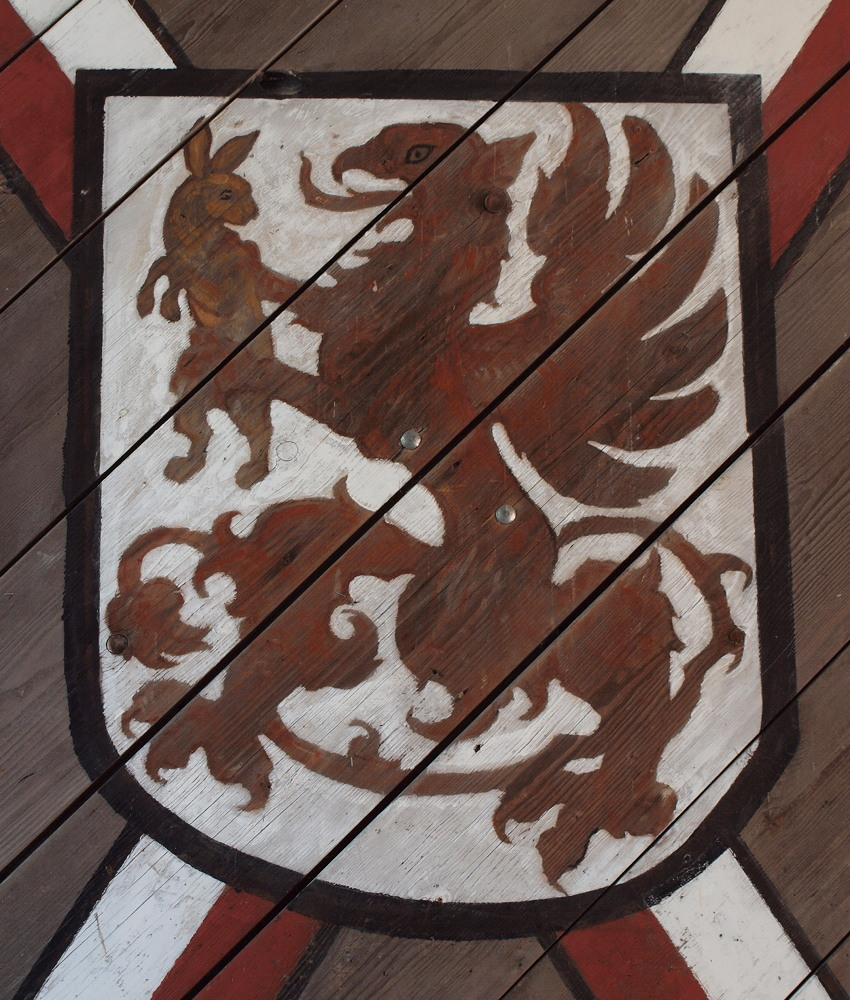
Znak hrabství Neuburg na vnější bráně tamního hradu

## Příbuzenstvo
- Hrabata na (Horním či Dolním) Salmu se spojila např. s vévody lotrinskými, vévody würtemberskými, pány de Glymes, braniborskými Hohenzollerny, hrabaty z Moersu, ze Saarbrückenu, z Montbéliardu a především s hrabaty z Viandenu a s „Pustinnými a porýnskými hrabaty“.
- Větev Salm-Neuburg se spojila např. s Thurzy, Pernštejny, Švihovskými z Rýzmberka, Záruby z Hustiřan, Lichtenštejny, Rogendorfy, Černíny z Chudenic, Lamberky, Lichtenštejn-Castelcorny, Collalty, Herbersteiny, Šliky, Lobkovici, Pruskovskými z Pruskova, Plavenskými z Plavna-purkrabími míšeňskými, Hoffmanny z Grünbühelu, Valdštejny, Thun-Hohensteiny, Ditrichštejny, Khevenhüllery, Meziříčskými z Lomnice, Windisch-Graetzi či vévody Schleswig-Holstein-Sonderburg.